# Santa Fe (Ocotepeque)
Santa Fe (uit het Spaans: "Het heilige geloof") is een gemeente (gemeentecode 1414) in het departement Ocotepeque in Honduras. De gemeente grenst aan Guatemala.
In 1860 kwamen er mensen vanuit Concepción naar dit gebied. Zij stichtten het dorp, dat ze El Tablón del Guayabo noemden. Deze naam verwijst er naar dat er veel guaves te vinden waren (in het Spaans: guayabo). Toen de kerk werd ingewijd, veranderde de priester de naam in Santa Fe.
Santa Fe ligt in de Vallei van Ocotepeque. Ten westen van het dorp stroomt de Río Frío.

## Bevolking
De bevolking is als volgt verdeeld:
| Vrouwen | 2573 | 50,6% |
| Mannen  | 2517 | 49,4% |

## Dorpen
De gemeente bestaat uit acht dorpen (aldea), waarvan het grootste qua inwoneraantal: Santa Fe (code 141401).